# Steenzoutstructuur

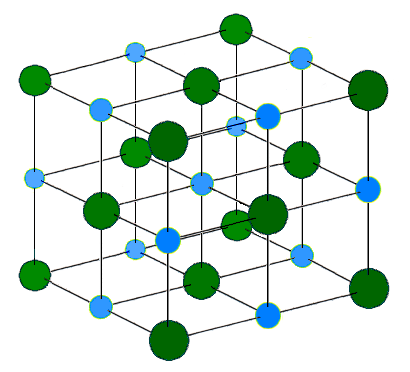
steenzoutstructuur

De steenzoutstructuur is een type kristalrooster, genoemd naar de stof steenzout, die uit twee soorten ionen is opgebouwd, zoals bijvoorbeeld in keukenzout uit natrium- en chloride-ionen. De kristalstructuur is kubisch vlakgecentreerd, met op elk traliepunt een structuureenheid, die bestaat uit twee atomen, die zich op een afstand 1/2 van elkaar bevinden. De eenheid van afstand is gelijk aan een ribbe. 